# Margarornis squamiger
El subepalo perlado (en Venezuela, Perú y Ecuador) (Margarornis squamiger), también denominado corretroncos perlado (en Colombia), ticotico goteado (en Argentina), pijuí perlado, o titirí goteado (en Argentina), es una especie de ave paseriforme de la familia Furnariidae perteneciente al género Margarornis. Es nativa de la región andina de América del Sur.

## Distribución y hábitat
Se distribuye por la cordillera de los Andes desde el oeste de Venezuela hacia el sur, por Colombia, Ecuador, Perú, hasta el centro de Bolivia, con registros en el noroeste de Argentina.
Esta especie es ampliamente diseminada y bastante común en sus hábitats naturales, el subdosel y los bordes de bosques montanos, especialmente entre árboles con muchas epifitas, incluyendo parches de Polylepis cerca del límite de vegetación, entre los 1500 y 3000 m de altitud.

## Descripción
Mide entre 15 y 16 cm de longitud y pesa entre 14 y 19 g. El plumaje de las partes superiores es de color castaño, que se hace rojizo en el dorso y las alas. Presenta cejas y garganta blancas y puntos perlados sobre fondo pardo oliváceo en todas las partes inferiores. Cola larga, graduada, con puntas espinosas.

## Comportamiento
Anda solitario o en pareja, y es un miembro frecuente y visible de bandos mixtos.

### Alimentación
Se alimenta de artrópodos, principalmente de coleópteros. Busca alimento desde los estratos medios del bosque al dosel; trepa a lo largo de ramas con musgos y hacia arriba de los troncos, utilizando su cola como soporte. Recoge sus presas principalmente de epifitas y musgos y menos frecuentemente en la corteza o entre la hojarasca.

### Reproducción
Construye con musgo un nido es forma de bola, con una entrada lateral, colocado bajo una rama o una roca.

### Vocalización
Emite una variedad de vocalizaciones de timbre alto, desde notas cortas y simples (también dobles o triples) hasta largos rateados, tanto de timbre constante como con ligeros altos y bajos, y con ritmo variable.

## Sistemática

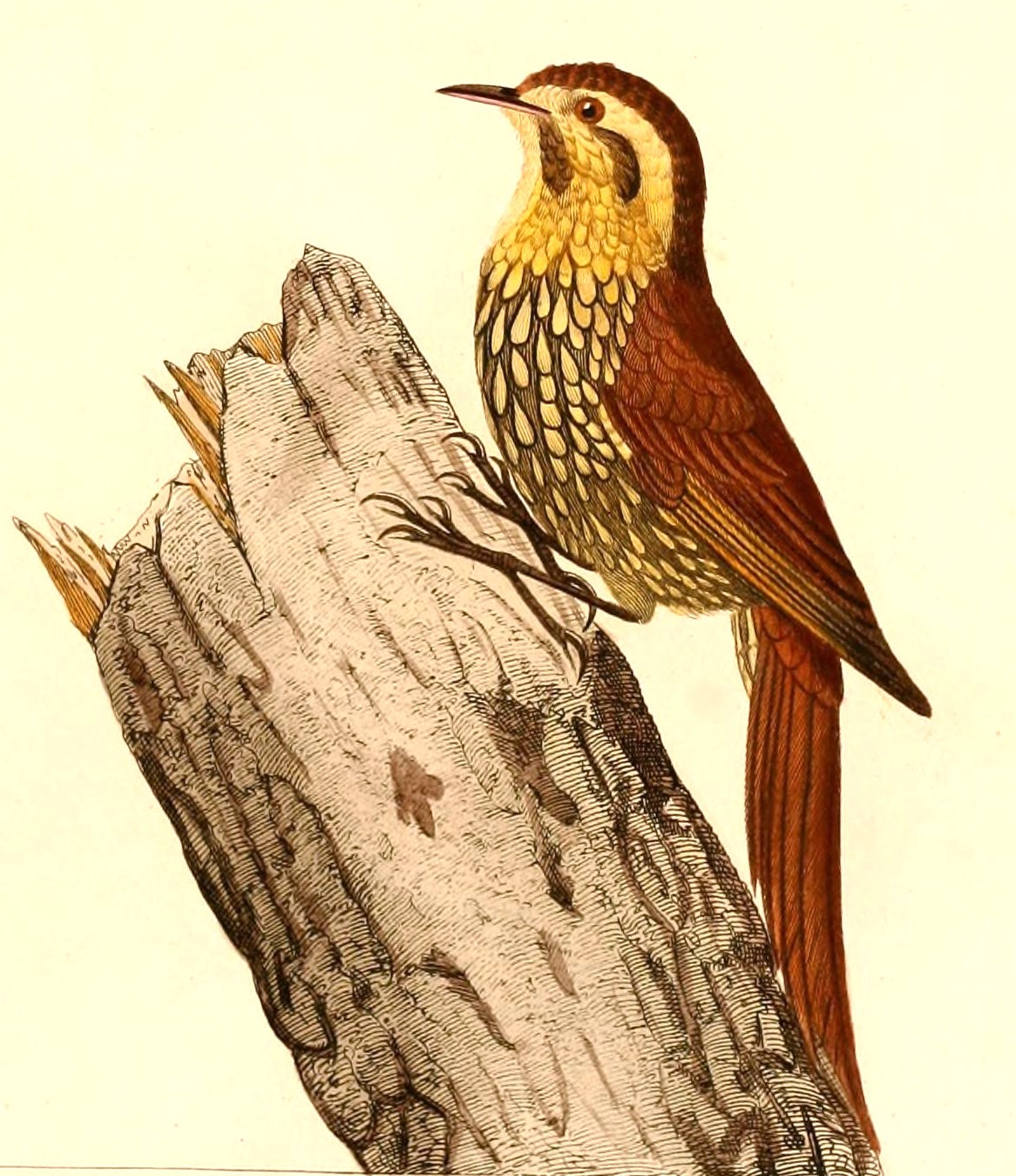
Anabates squamiger = Margarornis squamiger, ilustración en d'Orbigny Voyage dans l'Amérique méridionale, 1847.

### Descripción original
La especie M. squamiger fue descrita por primera vez por los naturalistas franceses Alcide d'Orbigny y Frédéric de Lafresnaye en 1838 bajo el nombre científico Anabates squamiger; su localidad tipo es: «Ayopaya, Cochabamba, Bolivia».

### Etimología
El nombre genérico masculino «Margarornis» deriva del griego «margaron»: perla y «ornis, ornithos»: pájaro, ave, significando «pájaro perlado»; y el nombre de la especie «squamiger», proviene del latín «squama»: escama, «gerere»: cargar, sigmificando «que tiene escamas».

### Taxonomía
La subespecie nominal es morfológicamente distinta de las otras dos por el moteado de la garganta y de las partes inferiores amarillo pálido contra blanco sucio a blanquecino; por la corona castaño liso contra pardo oliva escamado oscuro; y por la cola más corta. Las vocalizaciones no son significativamente diferentes. Se presume que los registros visuales en el noroeste argentino sean de la subespecie nominal, pero pueden referirse a una subespecie todavía no descrita.

### Subespecies
Según las clasificaciones del Congreso Ornitológico Internacional (IOC) y Clements Checklist v.2018, se reconocen tres subespecies, con su correspondiente distribución geográfica:
- Margarornis squamiger perlatus (Lesson, 1844) – Serranía del Perijá y Andes del oeste de Venezuela (Trujillo, Mérida, Táchira), Colombia (las tres cordilleras), Ecuador, y norte de Perú al norte del río Marañón (Piura, norte de Cajamarca).
- Margarornis squamiger peruvianus Cory, 1913 – Andes del norte y centro de Perú al sur del Marañón (desde el sur de Cajamarca y Amazonas al sur hasta Cuzco).
- Margarornis squamiger squamiger (d’Orbigny & Lafresnaye, 1838) – Andes del sur de Perú (Puno) y Bolivia (hacial el sur hasta el oeste de Santa Cruz); registros visuales en el noroeste de Argentina (Salta).